# Sega Saturn
Sega Saturn (セガサターン Sega Satān) er en 32-bit videospilkonsol, som første gang blev udgivet den 22. november 1994 i Japan-Sydkorea, den 11. maj 1995 i Nordamerika og den 8. juli 1995 i Europa.
Konsollen var understøttet i Nordamerika og i Europa frem til slutningen af 1998, og i Japan frem til slutningen af 2000.